# Sandra Moser (Schauspielerin)
Sandra Moser (* 27. September 1969 in Thun) ist eine Schweizer Schauspielerin, Regisseurin und Drehbuchautorin.

## Leben
Moser wuchs in Uttigen auf. Nach einem Studium in klassischem und zeitgenössischem Tanz machte sie eine weitere Ausbildung an der Schauspielakademie Zürich. Sie begann ihre Theaterkarriere 1992 am Schauspielhaus Hannover mit der Dreigroschenoper von Brecht. Danach tourte sie mit Karl’s kühne Gassenschau durch die Schweiz.
Einem breiteren Publikum wurde sie in der Schweiz als Hebamme Annekäthi Tobler in der Sitcom Fascht e Familie bekannt. 1998 war sie die erste Person of Colour, die im (deutschsprachigen) Schweizer Fernsehen eine Rolle spielte. Später hatte sie auch Rollen in den TV-Serien Wilder und im Tatort.
Daneben spielte sie in vielen Theaterproduktionen und war als Theaterregisseurin tätig. Später begann sie auch, Drehbücher zu schreiben.